# Marguerite Marsh
Marguerite Marsh (Lawrence (Kansas), 18 april 1888 - New York, 8 december 1925) was een Amerikaans filmactrice in stomme films. Tussen 1911 en 1923 speelde zij in 73 films.
Marsh was de zus van actrice Mae Marsh en cinematograaf Oliver T. Marsh. 

## Gedeeltelijke filmografie
- A Voice from the Deep (1912)
- The New York Hat (1912)
- Under Burning Skies (1912)
- The Devil's Needle (1916)
- The Phantom Honeymoon (1919)
- Oh Mary Be Careful (1921)
- Boomerang Bill (1922)
- Iron to Gold (1922)
- The Lion's Mouse (1923)